# Jack's くえすと 悪魔お助け隊
『Jack's くえすと 悪魔お助け隊』（ジャックス くえすと あくまおたすけたい）は、女神転生シリーズに登場する「ジャックブラザーズ」が主人公である日本のモバイルゲーム。アトラスモバイルコンテンツで配信されている。

## 概要
様々な悪魔が住む魔界。ここでは日々いくつものトラブルが発生しており、これに頭を悩ませた魔界の上層部は「ギルド」を組織し、トラブルの解決を任せることにした。プレイヤーはジャックブラザーズとなって、これらのギルドに所属し、様々な任務を請け負っていく。
ゲームジャンルとしては自動生成されるダンジョンでランダムに落ちているアイテムを駆使し、ミッションを達成していく不思議のダンジョンタイプのローグライクゲーム。世界をナナメ上から見たクォータービューになっているのが特徴。世界観は女神転生シリーズのものを踏襲しており、主人公のジャック兄弟を始め、ピクシー、アルプ、ノッカー、グレムリンなどの悪魔（モンスター）や、魔法、アイテムなども女神シリーズでおなじみのものが登場するが、キャラクターはコミカルな2頭身にアレンジされている。
セーブ時、ダンジョンに入る時などサーバと頻繁に通信するゲームのためパケット定額通信サービスへの加入が推奨されている。
セーブはサーバ上へのセーブのみ。ダンジョンに入るときやダンジョンから帰還した際に自動的にサーバにアクセスし、セーブが行われる。街では自宅のベッド前で決定ボタンを押すことでセーブできる。ダンジョン内ではセーブできず、強制終了させたりするとダンジョンに入った時の状態に戻ってしまう。

## 登場人物
まずはプレイヤーの名前と使用キャラクターを決定する。
ジャックフロスト
基本HP：まあまあ　基本MP：まあまあ　消費MAG：ふつう　攻撃力：いまいち　防御力：まあまあ
初期スキル：ブフ
氷結系の魔法を得意とする雪だるまのような姿をした妖精。
ジャックランタン
基本HP：いまいち　基本MP：なかなか　消費MAG：ふつう　攻撃力：まあまあ　防御力：まあまあ
初期スキル：アギ
火炎系の魔法を得意とする、カボチャ頭の妖精。
ジャックリパー
基本HP：なかなか　基本MP：いまいち　消費MAG：ふつう　攻撃力：なかなか　防御力：まあまあ
初期スキル：ザン
衝撃系の魔法を得意とする、切り裂きジャックをモデルにした悪魔。

## システム
次に、ランキングの区分と合同クエスト時の所属地区である「所属するエリア」をマルクト、イエソド、ホドの3種類から選択する。
街ではギルドで「クエスト」を請け負うことができ、ダンジョンを探索しこのクエストに成功すると報酬を貰え、ギルドのランクも上昇する。また、ギルドではメダルと景品と交換することもできる。ショップではマッカ（魔界の貨幣）と引き換えにアイテムを売買できる。
ギルドのランクを上げると自宅にマッカを保存できる「金庫」、アイテムを保存できる「倉庫」が追加される。

### ダンジョン
ダンジョン内はプレイヤーが移動や行動をするごとにターンが経過する。上下左右の4方向に移動し、決定ボタンで攻撃、＃ボタンでその場で振り向き。0ボタンでその場で足踏み回復。
MPを消費してスキルを使用することも可能。段差がある場所では、敵より上から攻撃すると与えるダメージがアップするが、逆に下から攻撃すると与えるダメージが下がってしまう。敵を倒し経験値を得るとレベルアップし、プレイヤーの能力が上昇するが、ダンジョンから出るとレベル１に戻ってしまう。
敵からダメージを受けるとHP（ヒットポイント）が減って行き、HPが0になるとダンジョンから強制的に追い出されてしまい、持っていたアイテム、マッカ（お金）、増加したMAG、召喚している仲魔のアドレスを全て失い、レベルも1に戻ってしまう。
HPはターン数の経過で少しずつ回復していく。スキルやアイテム、回復魔法陣で回復させることも可能。スキルは「火炎魔法I」「回復魔法I」などのダンジョンで拾うアイテムを使用することで習得できる。
MAG
マグネタイト。悪魔のエネルギーの源。初期値は100だが、ダンジョン内で行動するごとに徐々に減少していく。MAGが0になると次は徐々にHPが減り始める。MAGは敵悪魔との交渉やMAG回復魔法陣で補充することができる。仲魔を召喚している場合は、その分のMAGも消費される。MAGが100以上に増加した場合、次のダンジョンに持ち越すこともできるが、死んだ場合は100に戻る。
仲魔
宝箱や街でメダルと交換することで「言珠（ことだま）」を入手することができる。この「言珠」をダンジョン内で出現する悪魔にぶつけることで交渉ができる。交渉状態に入った悪魔はアイテムやマッカ（お金）、マグネタイト（MAG）を要求してくるので、言珠やアイテムを投げて交渉を成功させると悪魔から「アドレス」を貰うことができる。アドレスを貰った悪魔は「デビルフォン」で呼び出すことができ、仲魔として一緒に戦ってもらうことができる。ただし、仲魔はCP（維持コスト）に応じたMAGを消費する。仲魔はダンジョンから出てもレベルは維持される。
月齢
ターン数の経過により画面左上に表示されている月齢が変化していく。満月（FULL MOON）時にはデビルフォンを使うことができなくなったり、敵悪魔との会話ができなくなる。新月（NEW MOON）になると、使用しているアイテムの効果が切れる。

### アイテム
ダンジョン内では宝箱に接触することで様々なアイテムを入手できる。ここではその一部を紹介する。
マッカ
プレイヤーの所持しているマッカ。投げることができる。
マグネタイト
プレイヤーの所持しているマグネタイト（MAG）。投げることができる。
トラエストーン
アイテムやマグネタイトなどを所持したままダンジョンから脱出できる。
傷薬、魔石、宝玉
HPを回復させる。
お香（力の香、硬化の香、体力の香、魔力の香）
ダンジョン内でプレイヤーの能力を高めることができる。
見晴らしの玉
フロアのマップを閲覧できる。
通常弾
一直線に飛んで、遠距離からダメージを与えることができる。
魔法の書
様々な魔法を習得できる。ただし、プレイヤーのタイプやギルドランクによっては習得できないものもある。